# Bandera blanca

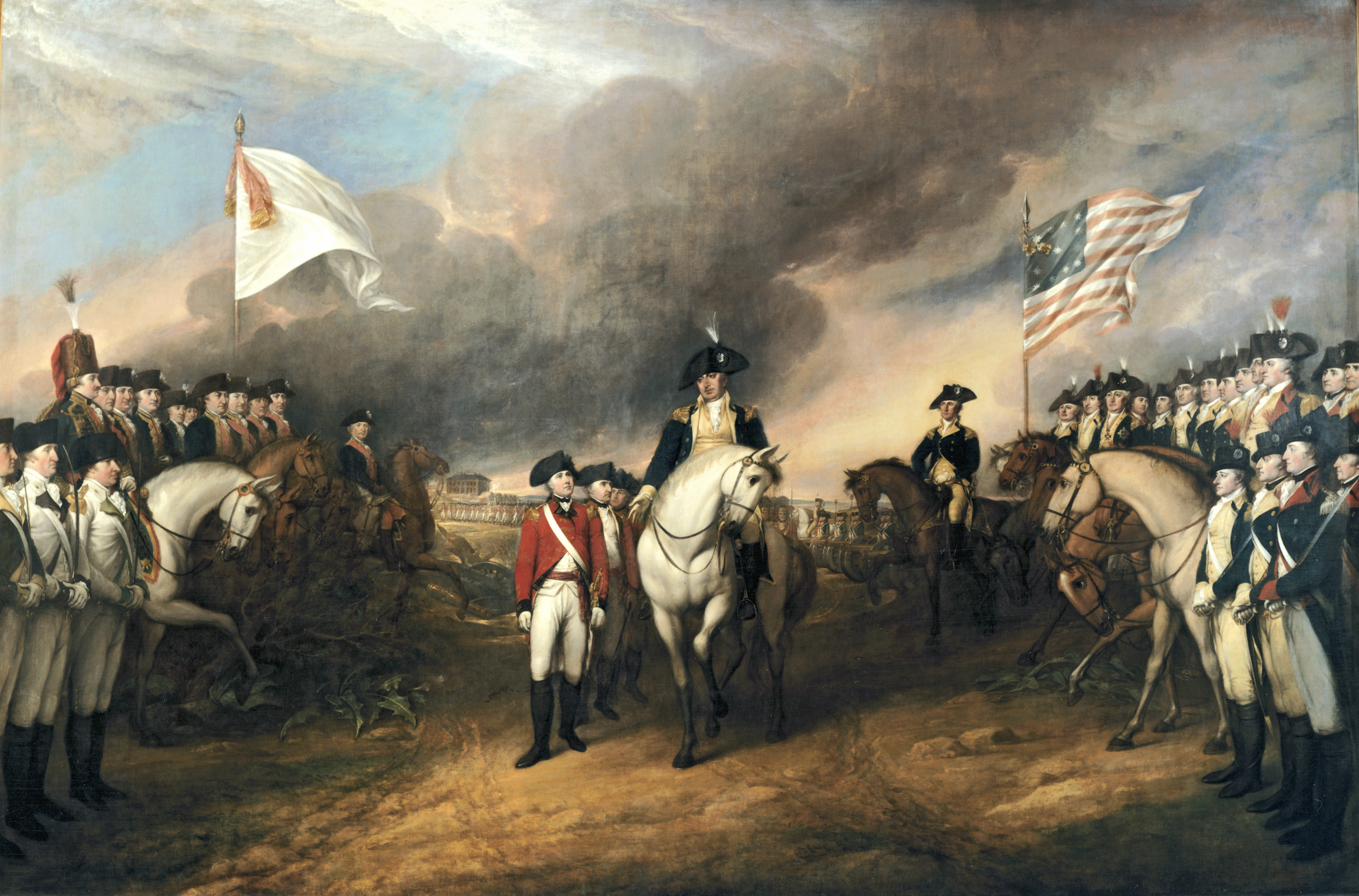
Cornwallis se rinde a las tropas de Washington y del conde de Rochambeau, en la Guerra de Independencia de los Estados Unidos.

Pabellón de Francia
(Reinado de Luis XIV, 1791)

La bandera blanca es un símbolo internacional usado normalmente en periodo bélico o de conflicto, que posee varios significados: rendición, solicitud de parlamentar con el enemigo, alto el fuego o cese de las hostilidades. Está aceptada oficialmente desde la Convención de Ginebra. Su uso inapropiado o engañoso se considera un crimen de guerra según el derecho internacional.
Se tiene constancia del uso de la bandera blanca como emblema de rendición ya en la China de la dinastía Han, y es posible que sea aún más antigua. También el historiador romano Cornelio Tácito lo menciona en 109 a. C. En la Edad Media llevar un distintivo blanco indicaba que su portador estaba exento de combatir: los heraldos llevaban bandas blancas, los prisioneros y rehenes apresados en batalla podían colocarse un trozo de papel blanco en su sombrero o casco y los guarnicionarios capturados a los que se había prometido un destino seguro podían llevar bastones blancos. La tradición parece haberse desarrollado de forma independiente en Oriente y Occidente.
Si bien su interpretación más universal y conocida es la de rendición o tregua, la bandera ha simbolizado otros conceptos en diferentes lugares y épocas. Algunos países la han ostentado como emblema nacional. Tal es el caso de Francia, primero en el siglo XVII y más tarde sustituyendo a la tricolor durante la Restauración borbónica. Esta bandera blanca con flores de lis, colores del estandarte de Juana de Arco, era un emblema monárquico.